# Audio-Visions
 (avril 2017).
Si vous disposez d'ouvrages ou d'articles de référence ou si vous connaissez des sites web de qualité traitant du thème abordé ici, merci de compléter l'article en donnant les références utiles à sa vérifiabilité et en les liant à la section « Notes et références ».
Albums de Kansas
Monolith
(1979) Vinyl Confessions
(1982)
Singles
1. Hold On
Sortie : 1980
2. Got to Rock On
Sortie : 1981

Audio-Visions est le septième album du groupe de rock progressif américain Kansas, sorti en 1980 sous le label Kirshner.
L'album est remasterisé et réédité au format CD en 1996 par Legacy / Epic, ainsi qu'en 2011 en tant qu'import japonais.
Il est également inclus dans le box set The Classic Albums Collection 1974-1983, qui regroupe toutes les versions originales du groupe en un coffret de 11 CD.

## Présentation
La conversion de Kerry Livgren au christianisme l'année précédente se fait sentir dans les nouvelles compositions du groupe, notamment dans Hold on, chanson écrite en tant que supplication évangéliste pour la femme de Kerry.
L'autre single tiré de l'album, Got to Rock On, ne parvient pas à surpasser le succès de Hold on.
Le titre No one together doit initialement paraître dans l'album précédent, Monolith (1979), à la place de la chanson How my soul cries out for you écrite par Steve Walsh, ce qui fait émerger des tensions entre les deux leaders du groupe.
Cependant, avec la conversion de Kerry Livgren, l'intégrité du groupe est sérieusement compromise et conduit Steve Walsh à quitter Kansas seulement quelques mois après la sortie de l'album et à continuer la carrière solo qu'il avait entamé avec Schemer-Dreamer, son premier album sorti en janvier 1980.
Cet album est donc le dernier opus de la formation originelle de Kansas, et ce jusqu'à l'album réunion Somewhere to Elsewhere sorti en 2000.

## Titres
| A1. | Relentless       | Kerry Livgren | 4:56 |
| A2. | Anything for you | Steve Walsh   | 3:58 |
| A3. | Hold on          | Livgren       | 3:53 |
| A4. | Loner            | Walsh         | 2:30 |
| A5. | Curtain of iron  | Livgren       | 6:12 |

| B1. | Got to rock on         | Walsh                                                | 3:21 |
| B2. | Don't open your eyes   | Walsh, Rich Williams, Livgren, Phil Ehart, Dave Hope | 4:05 |
| B3. | No one together        | Livgren                                              | 6:58 |
| B4. | No room for a stranger | Williams, Walsh                                      | 3:00 |
| B5. | Back door              | Walsh                                                | 4:23 |

## Musiciens
- Kerry Livgren : claviers, guitares
- Steve Walsh : chant, claviers
- Rich Williams : guitares, chœurs
- Dave Hope : basse
- Robby Steinhardt : violon, chant
- Phil Ehart : batterie, percussions

### Musiciens additionnels
- Terry Ehart : chœurs
- Four Bassmen : chant, chœurs
- Joey Jelf : chant, chœurs
- Victoria Livgren : chant
- Lisa White : chant, chœurs
- Donna Williams : chant, chœurs

## Équipe technique et production
- Production : Kansas, Brad Aaron, Davey Moiré
- Mastering : George Marino
- Ingénieurs : Brad Aaron, Davey Moiré, Greg Webster
- Production (réédition) : Bob Irwin
- Remastering digital : Vic Anesini